# Saint-Sever-Calvados
Saint-Sever-Calvados

## Dân số
La commune a compté 1.704 habitants en 1936.
| Năm    | 1800  | 1851  | 1881  | 1911  | 1931  | 1946  | 1954  |
| ------ | ----- | ----- | ----- | ----- | ----- | ----- | ----- |
| Dân số | 1 527 | 1 630 | 1 554 | 1 472 | 1 539 | 1 680 | 1 566 |

| Năm | 1962  | 1968  | 1975  | 1982  | 1990  | 1999  |
| --- | ----- | ----- | ----- | ----- | ----- | ----- |
| Dân số | 1 485 | 1 415 | 1 379 | 1 425 | 1 409 | 1 325 |
| From the year 1962 on: No double counting—residents of multiple communes (e.g. students and military personnel) are counted only once. |       |       |       |       |       |       |